# Malilipot
Malilipot est une municipalité de la province d'Albay, aux Philippines.
Sa population est de 35 567 habitants au recensement de 2010 sur une superficie de 44 km2, subdivisée en 18 barangays.